# Philippe Mignon
Pour les articles homonymes, voir Mignon (homonymie).
Philippe Mignon, né le 21 décembre 1948 à Neuilly-sur-Seine, est un illustrateur français de littérature d'enfance et de jeunesse.

## Biographie
Après des études d'architecture à l'École des beaux-arts de Paris, Philippe Mignon s'oriente vers le métier de l'illustration.
Débuts en 1980 dans la presse (Télérama , Jazz-Hot, Le Monde de la Musique), la publicité (Havas, Publicis, etc. et surtout l'Agence Pavloff qui lui confie une campagne d'affiches pour Nouvelles Frontières) et dans l'édition jeunesse (Bayard - "J'aime lire" et "Je Bouquine" et Gallimard).
Il réalise les illustrations intérieures de plusieurs romans chez Gallimard jeunesse, dans la collection Folio Junior, comme Le Livre de la jungle de Rudyard Kipling, La Dernière Classe & autres contes du Lundi d'Alphonse Daudet, Le Lion de Joseph Kessel, L'Âne culotte d'Henri Bosco, Les Bottes de Sept Lieues de Marcel Aymé, Deux Amis & autres contes de Guy de Maupassant, La Merveilleuse Histoire de Peter Schlemihl d'Adelbert von Chamisso, Les Trois Contes de Gustave Flaubert, La Petite Sirène & autres contes d'Hans Christian Andersen, Le Hardi Petit Tailleur & autres contes des frères Grimm et des romans de Claude Gutman. Pour le même éditeur, il illustre une dizaine de Livres dont vous êtes le héros écrits par Gildas Sagot.
De 1986 à 1992, il dessine des model-sheets pour des séries animées destinées à la télévision.
Entre 1986 et 1988, il illustre pour les Compagnons du Devoir et du Tour de France, le volume de l'Encyclopédie des Métiers consacré aux outils de la taille de pierre.
Aux Éditions Nathan, il illustre Croc-Blanc et L'Appel de la Forêt de Jack London, Pinocchio de Collodi, Le Renard de Morlange d'Alain Surget (prix "Feuille d'Or" de Nancy 1995), un album de Fables de La Fontaine et des albums de Nicolas Vanier. Le Dernier Trappeur (2003), L'Odyssée Sibérienne (2006) et Loup (2009).
Le Chemin de Rungis de Christian Léourier, publié par Gallimard jeunesse, qu'il illustre reçoit le Grand prix du livre pour la jeunesse décerné par le ministère de la Jeunesse et des Sports en 1990.
En 1997, il illustre Le pouvoir d'Aimé, sur un texte de Jo Hoestlandt, publié par Actes Sud Junior. L'ouvrage obtient le Prix Saint-Exupéry - Valeurs Jeunesse 1998, catégorie Album. Pour le même éditeur, il illustre un atlas en relief, Le Voyage Autour de la Terre publié par François Michel en 1998, édition remaniée en 2004.
Pour les éditions Bilboquet (collection Natures Insolites), puis Belin (collection Terres Insolites), il illustre une série de romans de François Beiger, dont l'action se situe chez les Inuits.
En 2000, il publie deux albums de labyrinthes aux Éditions Nathan, un abécédaire et un recueil de labyrinthes en volume. À la suite de ces publications, il dessine pendant 10 ans des labyrinthes pour les parcs de loisirs Labyrinthus.
Publication en 2003 chez Actes Sud des Secrets d'un miroir, fondé sur des anamorphoses. Cet album reçoit le prix La Nuit du Livre.
Depuis 2013, il participe aux différentes expositions The Parisianer notamment à la Cité internationale des arts et au Muséum d'Histoire Naturelle de Paris.
Il publie, aux Éditions Les Grandes Personnes, Éléphasme, Rhinolophon, Caméluche & Autres Merveilles de la Nature en 2012, et Le Jardin Secret du Dernier Comte de Bountry en 2020 qui reçoit, en novembre 2021, le prix Saint-Fiacre jeunesse 2021 attribué par l'AJJH (Association des Journalistes du Jardin et de l'Horticulture).
Depuis 2018, il publie régulièrement des chroniques pour la revue Délibéré.
À l'occasion du 250ème anniversaire de la naissance d'Iphigénin Plomp (1771-1857), il entame des recherches sur ce grand voyageur, naturaliste, peintre animalier et écrivain injustement oublié. Il rassemble pendant des mois citations, aphorismes et dessins de cet artiste du siècle des Lumières pour préparer l'album Le Voyage interrompu d'Iphigénin Plomp.